# Sola contra todos
Sola contra todos (título original: She Fought Alone) es un telefilme estadounidense dramático de 1995 dirigido por Christopher Leitch y protagonizada por Tiffani Thiessen, Brian Austin Green e Isabella Hofmann. La película está basada en una historia real.

## Argumento
Caitlin es una adolescente inteligente y atractiva. Todos en su instituto la admiran. Sin embargo, un día un chico de su pandilla la viola y la suerte cambia entonces completamente. Cuando ella denuncia lo ocurrido, nadie de su entorno inmediato la cree y se gana adicionalmente una inmerecida reputación de “chica fácil”. Aun así Caitlin no está dispuesta a rendirse y hará todo lo posible para desenmascarar al culpable de la violación y restituir así su honor.

## Reparto
| Actor                  | Papel        |
| ---------------------- | ------------ |
| Tiffani-Amber Thiessen | Caitlin Rose |
| Brian Austin Green     | Ethan        |
| Isabella Hofmann       | Avon Rose    |
| David Lipper           | Jace         |
| Maureen Flannigan      | Abby         |
| Keith MacKechnie       | Aaron        |
| Jessie Robertson       | Julie Rose   |

## Recepción
Hoy en día la película ha sido valorada en portales cinematográficos. En IMDb, con unos 1600 votos registrados, el filme obtiene una media ponderada de 6,5 sobre 10. En cuanto a Rotten Tomatoes, los más de 1000 votos registrados le dieron allí una valoración media de 4,1 de 5.